# الصلب الابيض (حبيش)

تعديل مصدري - تعديل

الصلب الأبيض محلة تابعة لقرية الظهرة، التابعة لعزلة قحزة بمديرية حبيش إحدى مديريات محافظة إب في الجمهورية اليمنية، بلغ تعداد سكانها 24 حسب تعداد اليمن لعام 2004.